# Acrocephalus familiaris
El carricero familiar (Acrocephalus familiaris) es una especie de ave paseriforme de la familia Acrocephalidae endémica de la isla Nihoa en Hawái. 

## Descripción
El carricero hawaiano forma  los vínculos de pareja a largo plazo y defiende sus territorios durante varios años. Los territorios pueden ser tan grandes como 0,95 hectáreas, aunque los de 0,19 a 0,40 hectáreas es el más típico. La reproducción tiene lugar de forma variable entre enero y, dependiendo de la disponibilidad de alimentos, de septiembre.

## Subespecies
Se reconocen las siguientes subespecies:
- †A. f. familiaris (Rothschild, 1892): Laysan
- A. f. kingi (Wetmore, 1924): Nihoa.